# La serva padrona (Paisiello)
(Lettera di Paisiello a Ferdinando Galiani del 1781)
La serva padrona è un intermezzo che Giovanni Paisiello musicò su libretto di Gennaro Antonio Federico riprendendo l'antecedente opera omonima di Giovanni Battista Pergolesi composta nel 1733.
Durante la sua permanenza presso la corte dell'imperatrice russa Caterina la Grande, Paisiello si trovò nella difficoltà di reperire adeguati libretti ("libri") di opera buffa da musicare, genere particolarmente gradito dalla regnante. Dopo aver tentato invano di farsi mandare da Napoli un libretto di Giambattista Lorenzi, specificando che l'opera non deve durare più di un’ora e mezza, e se sarà più breve, si farà più onore, riprese, in occasione dell’onomastico del granduca Alessandro, che all'epoca aveva quattro anni, il libretto di Gennaro Antonio Federico, già musicato da Pergolesi nel 1733, a cui comunque Paisiello aggiunse, senza modificarne la trama, una nuova aria per la protagonista e due duetti secondo il gusto "moderno" dei brani d’insieme. Non è noto chi sia stato l'autore dell’ampliamento del testo, ma è probabile che sia stato ripreso del materiale già scritto: ad esempio, l’aria "Donne vaghe, i studi nostri", riprende Le virtuose ridicole di Goldoni e Galuppi del 1752. Mentre Pergolesi scrisse la parte musicale per soli archi, Paisiello fece largo impiego anche di strumenti a fiato come flauti, oboi, clarinetti, fagotti e corni, sempre in coppia.

## Ruoli originali
| Ruolo                     | Timbro  |
| ------------------------- | ------- |
| Uberto, un anziano nobile | basso   |
| Serpìna, la sua serva     | soprano |
| Vespone, suo servo        | mimo    |

## Trama
Un ricco e attempato signore di nome Uberto ha al suo servizio la giovane e furba Serpina che, con il suo carattere prepotente, approfitta della bontà del suo padrone. Uberto, per darle una lezione, le dice di voler prendere moglie: Serpina gli chiede di sposarla, ma lui, anche se è molto interessato, rifiuta. Per farlo ingelosire Serpina gli dice di aver trovato marito, un certo capitan Tempesta, che in realtà è l'altro servo di Uberto (Vespone) travestito da messicano. Serpina chiede ad Uberto una dote di 4000 scudi; Uberto, pur di non pagare, accetta di sposare Serpina, la quale da serva diventa finalmente padrona.